# نيكولا فريتش
نيكولا فريتش (بالفرنسية: Nicolas Fritsch)‏ ولد بتاريخ 19 ديسمبر 1978 في فرنسا، هو دراج فرنسي سابق في صنف سباق الدراجات على الطريق.

## روابط خارجية
- نيكولا فريتش على موقع الاتحاد الدولي للدراجات (الإنجليزية)
- نيكولا فريتش على موقع أرشيف الدراجات (الإنجليزية)
- نيكولا فريتش على موقع إحصائيات الدراجات الإحترافية (الإنجليزية)
- نيكولا فريتش على موقع نسبة الدراجات (الإنجليزية)
- نيكولا فريتش على موقع CycleBase (الإنجليزية)